# Olympische Sommerspiele 1992/Leichtathletik – 100 m (Männer)

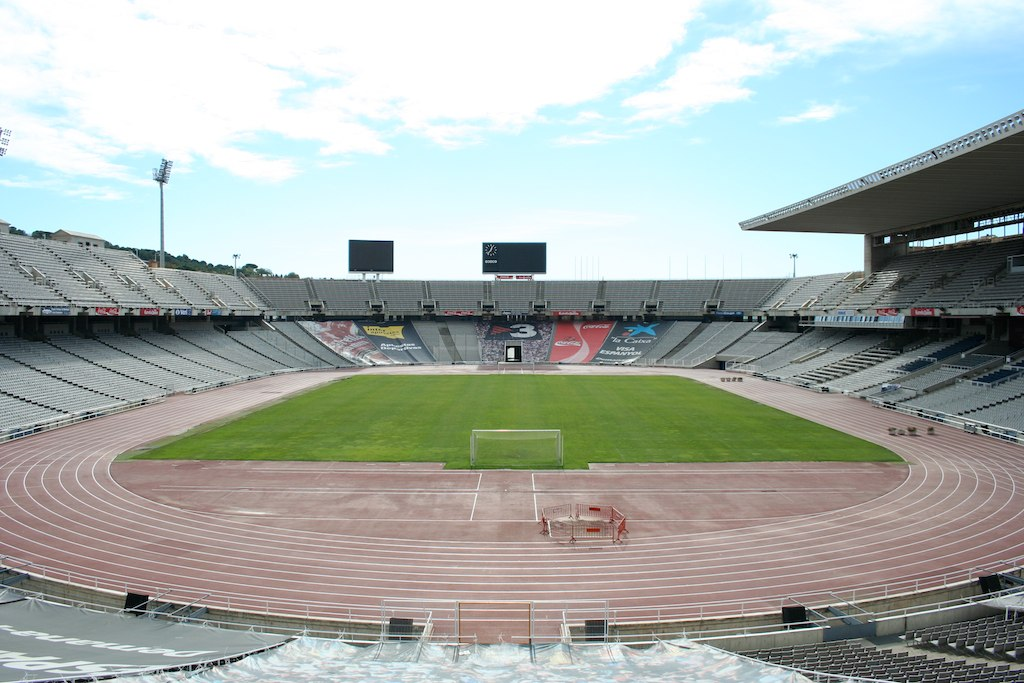
Das Olympiastadion von Barcelona im Jahr 2008

Der 100-Meter-Lauf der Männer bei den Olympischen Spielen 1992 in Barcelona wurde am 31. Juli und 1. August 1992 im Olympiastadion Barcelona ausgetragen. 81 Athleten nahmen teil.
Olympiasieger wurde der Brite Linford Christie. Er gewann vor Frank Fredericks aus Namibia und dem US-Amerikaner Dennis Mitchell.
Während der Schweizer Stefan Burkart ins Viertelfinale kam und dort ausschied, wurde der Österreicher Andreas Berger nach zwei Fehlstarts in seinem Vorrundenlauf disqualifiziert.
Athleten aus Deutschland und Liechtenstein waren nicht dabei.

## Aktuelle Titelträger
| Olympiasieger 1988                      | Carl Lewis ( USA)                  | 9,92 s  | Seoul 1988            |
| Weltmeister 1991                        | Carl Lewis ( USA)                  | 9,86 s  | Tokio 1991            |
| Europameister 1990                      | Linford Christie ( Großbritannien) | 10,00 s | Split 1990            |
| Panamerikanischer Meister 1991          | Robson da Silva ( Brasilien)       | 10,32 s | Havanna 1991          |
| Zentralamerika und Karibik-Meister 1991 | John Mair ( Jamaika)               | 10,56 s | Xalapa 1991           |
| Südamerika-Meister 1991                 | Robson da Silva ( Brasilien)       | 10,18 s | Manaus 1991           |
| Asienmeister 1991                       | Talal Mansour ( Katar)             | 10,29 s | Kuala Lumpur 1991     |
| Afrikameister 1992                      | Victor Omagbemi ( Nigeria)         | 10,34 s | Belle Vue Maurel 1992 |
| Ozeanienmeister 1990                    | Joseph Onika ( Salomonen)          | 10,75 s | Suva 1990             |

## Bestehende Rekorde
| Weltrekord         | 9,86 s | Carl Lewis ( USA) | Tokio, Japan              | 25. August 1991    |
| Olympischer Rekord | 9,92 s | Carl Lewis ( USA) | Finale OS Seoul, Südkorea | 24. September 1988 |

Der bestehende olympische Rekord wurde bei diesen Spielen nicht erreicht. Die Windbedingungen waren nicht günstig, in den meisten Läufen hatten die Sprinter mit Gegenwind zu kämpfen. Die schnellste Zeit erzielte der britische Olympiasieger Linford Christie mit 9,96 s im Finale am 1. August bei einem ausnahmsweise einmal begleitenden Rückenwind von 0,5 m/s. Den olympischen Rekord verfehlte er dabei nur um vier Hundertstelsekunden, den Weltrekord um genau eine Zehntelsekunde.

## Vorrunde
Datum: 31. Juli 1992
In der Vorrunde traten die Athleten zu insgesamt zehn Vorläufen an. Für das Viertelfinale qualifizierten sich pro Lauf die ersten drei Athleten. Darüber hinaus kamen die beiden Zeitschnellsten, die sogenannten Lucky Loser, weiter. Die direkt qualifizierten Athleten sind hellblau, die Lucky Loser hellgrün unterlegt.

### Vorlauf 1
Wind: −0,1 m/s
| Platz | Name                  | Nation         | Zeit    |
| ----- | --------------------- | -------------- | ------- |
| 1     | Leroy Burrell         | USA            | 10,21 s |
| 2     | Satoru Inoue          | Nigeria        | 10,48 s |
| 3     | Jean-Olivier Zirignon | Elfenbeinküste | 10,55 s |
| 4     | Abdoulie Janneh       | Gambia         | 10,71 s |
| 5     | Hassan Illiassou      | Niger          | 10,73 s |
| 6     | Khaled Ibrahim Jouma  | Bahrain        | 10,80 s |
| 7     | Jaime Zelaya          | Honduras       | 11,02 s |
| 8     | Claude Roumain        | Haiti          | 11,07 s |

### Vorlauf 2
Wind: −0,5 m/s
| Platz | Name              | Nation           | Zeit    | Anmerkung       |
| ----- | ----------------- | ---------------- | ------- | --------------- |
| 1     | Dennis Mitchell   | USA              | 10,21 s |                 |
| 2     | Witali Sawin      | EUN              | 10,29 s |                 |
| 3     | Samuel Nchinda    | Kamerun          | 10,41 s |                 |
| 4     | Gustavo Envela    | Äquatorialguinea | 10,65 s |                 |
| 5     | Florencio Aguilar | Panama           | 10,73 s |                 |
| 6     | Dominique Canti   | San Marino       | 10,80 s |                 |
| DNF   | Charles Tayot     | Gabun            |         |                 |
| DSQ   | Andreas Berger    | Österreich       |         | zwei Fehlstarts |

### Vorlauf 3

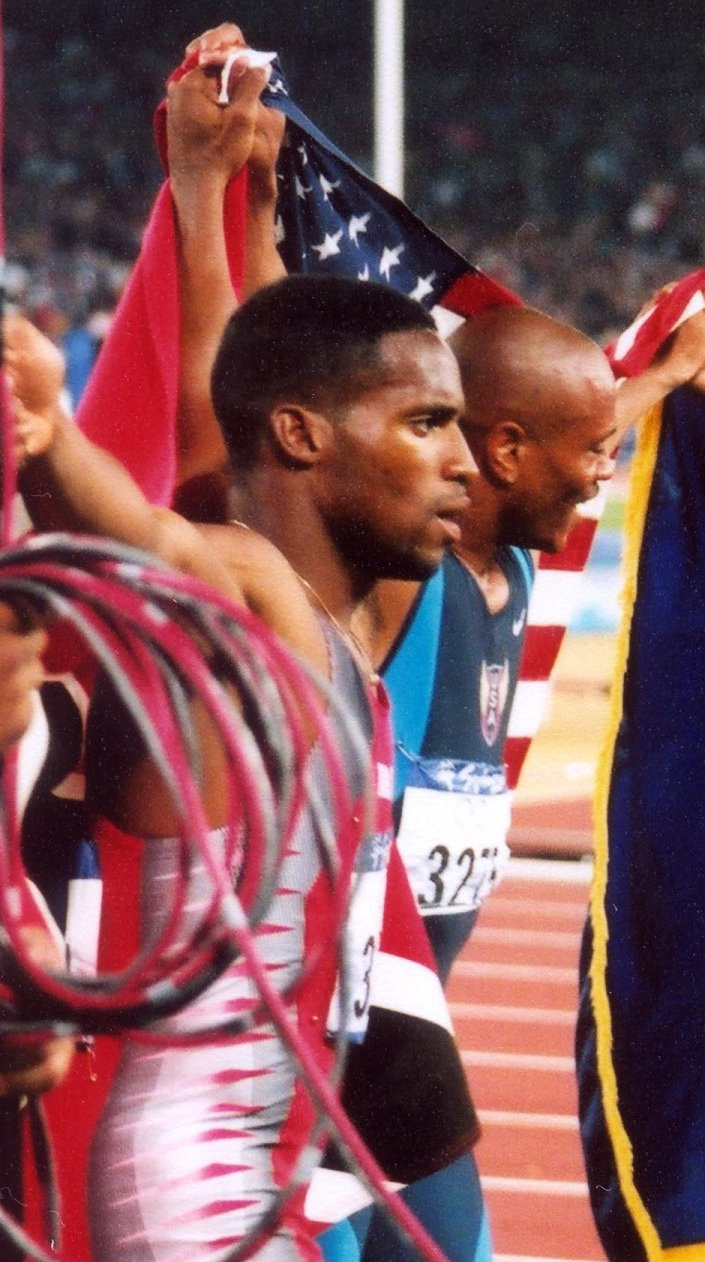
Ato Boldon (hier als Olympiamedaillengewinner von 2000) schied als Fünfter des dritten Vorlaufs aus

Wind: −0,3 m/s
| Platz | Name                | Nation              | Zeit    |
| ----- | ------------------- | ------------------- | ------- |
| 1     | Linford Christie    | Großbritannien      | 10,48 s |
| 2     | Arnaldo da Silva    | Brasilien           | 10,55 s |
| 3     | Daniel Sangouma     | Frankreich          | 10,63 s |
| 4     | Ato Boldon          | Trinidad und Tobago | 10,77 s |
| 5     | Hussain Arif        | Pakistan            | 10,83 s |
| 6     | Fabian Muyaba       | Simbabwe            | 10,84 s |
| 7     | Pascal Dangbo       | Benin               | 10,94 s |
| 8     | Henry Daley Colphon | Costa Rica          | 11,11 s |

### Vorlauf 4
Wind: −1,0 m/s
Frank Fredericks war der erste Leichtathlet aus Namibia, der bei Olympischen Spielen antrat.
| Platz | Name                | Nation         | Zeit    |
| ----- | ------------------- | -------------- | ------- |
| 1     | Frank Fredericks    | Namibia        | 10,29 s |
| 2     | Marcus Adam         | Großbritannien | 10,57 s |
| 3     | Atlee Mahorn        | Kanada         | 10,64 s |
| 4     | Boeviyoulou Lawson  | Togo           | 10,69 s |
| 5     | Sriyath Dissanayake | Sri Lanka      | 10,87 s |
| 6     | Gabriel Simeon      | Grenada        | 11,10 s |
| 7     | Adam Hassan Sakak   | Sudan          | 11,12 s |
| 8     | Robinson Stewart    | Swasiland      | 11,20 s |

### Vorlauf 5
Wind: −2,0 m/s
| Platz | Name             | Nation                       | Zeit    |
| ----- | ---------------- | ---------------------------- | ------- |
| 1     | Raymond Stewart  | Jamaika                      | 10,61 s |
| 2     | Patrick Stevens  | Belgien                      | 10,63 s |
| 3     | John Myles-Mills | Ghana                        | 10,64 s |
| 4     | Neville Hodge    | Amerikanische Jungferninseln | 10,71 s |
| 5     | Henrico Atkins   | Barbados                     | 10,83 s |
| 6     | Golam Ambia      | Bangladesch                  | 11,06 s |
| 7     | Gabrieli Qoro    | Fidschi                      | 11,14 s |
| 8     | Mark Sherwin     | Cookinseln                   | 11,53 s |

### Vorlauf 6
Wind: −2,0 m/s
| Platz | Name                   | Nation      | Zeit    |
| ----- | ---------------------- | ----------- | ------- |
| 1     | Davidson Ezinwa        | Nigeria     | 10,31 s |
| 2     | Ben Johnson            | Kanada      | 10,55 s |
| 3     | Eric Akogyiram         | Ghana       | 10,60 s |
| 4     | Juan Trapero           | Spanien     | 10,64 s |
| 5     | Joel Otim              | Uganda      | 10,84 s |
| 6     | Soryba Diakité         | Guinea      | 11,10 s |
| 7     | Noureddine Ould Ménira | Mauretanien | 11,22 s |
| 8     | Ahmed Shageef          | Malediven   | 11,36 s |

### Vorlauf 7

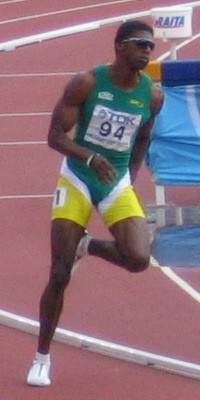
André da Silva erreichte als Fünfter seines Vorlaufs nicht das Viertelfinale

Wind: −1,6 m/s
| Platz | Name                 | Nation                       | Zeit    |
| ----- | -------------------- | ---------------------------- | ------- |
| 1     | Olapade Adeniken     | Nigeria                      | 10,36 s |
| 2     | Talal Mansour        | Katar                        | 10,43 s |
| 3     | Stefan Burkart       | Schweiz                      | 10,67 s |
| 4     | Visut Watanasin      | Thailand                     | 10,72 s |
| 5     | André da Silva       | Brasilien                    | 10,78 s |
| 6     | Valentin Ngbogo      | Zentralafrikanische Republik | 10,79 s |
| 7     | Bernard Manana       | Papua-Neuguinea              | 11,35 s |
| 8     | Sithixay Sicpraseuth | Laos                         | 12,02 s |

### Vorlauf 8
Wind: −2,2 m/s
| Platz | Name                    | Nation         | Zeit    |
| ----- | ----------------------- | -------------- | ------- |
| 1     | Chidi Imoh              | Nigeria        | 10,47 s |
| 2     | Daniel Cojocaru         | Rumänien       | 10,57 s |
| 3     | Sanusi Turay            | Sierra Leone   | 10,58 s |
| 4     | Kennedy Ondiek          | Kenia          | 10,60 s |
| 5     | Kareem Streete-Thompson | Cayman Islands | 10,78 s |
| 6     | David Nkoua             | Republik Kongo | 10,96 s |
| 7     | Emery Paul Gill         | Belize         | 11,51 s |
| 8     | Ahmed Al-Maomari Bashir | Oman           | 11,58 s |

### Vorlauf 9
Wind: −1,6 m/s
| Platz | Name             | Nation     | Zeit    |
| ----- | ---------------- | ---------- | ------- |
| 1     | Max Morinière    | Frankreich | 10,36 s |
| 2     | Bruny Surin      | Kanada     | 10,37 s |
| 3     | Emmanuel Tuffour | Ghana      | 10,45 s |
| 4     | Tatsuo Sugimoto  | Japan      | 10,56 s |
| 5     | Wai-Ming Ku      | Hongkong   | 10,74 s |
| 6     | Tolutaʻu Koula   | Tonga      | 10,85 s |
| 7     | Afonso Ferraz    | Angola     | 11,32 s |
| 8     | Fletcher Wamilee | Vanuatu    | 11,41 s |

### Vorlauf 10
Wind: −0,3 m/s
| Platz | Name               | Nation       | Zeit    |
| ----- | ------------------ | ------------ | ------- |
| 1     | Robson da Silva    | Brasilien    | 10,24 s |
| 2     | Mark Witherspoon   | USA          | 10,27 s |
| 3     | Pawel Galkin       | EUN          | 10,43 s |
| 4     | Giannis Zisimidis  | Zypern       | 10,51 s |
| 5     | Shinji Aoto        | Japan        | 10,54 s |
| 6     | Charles-Louis Seck | Senegal      | 10,57 s |
| 7     | Ousmane Diarra     | Mali         | 10,87 s |
| 8     | Bothloko Shebe     | Lesotho      | 10,94 s |
| DNF   | Patrice Traoré     | Burkina Faso |         |

## Viertelfinale
Datum: 31. Juli 1992, 19:20 Uhr 
Für das Halbfinale qualifizierten sich pro Lauf die ersten vier Athleten (hellblau unterlegt).

### Lauf 1

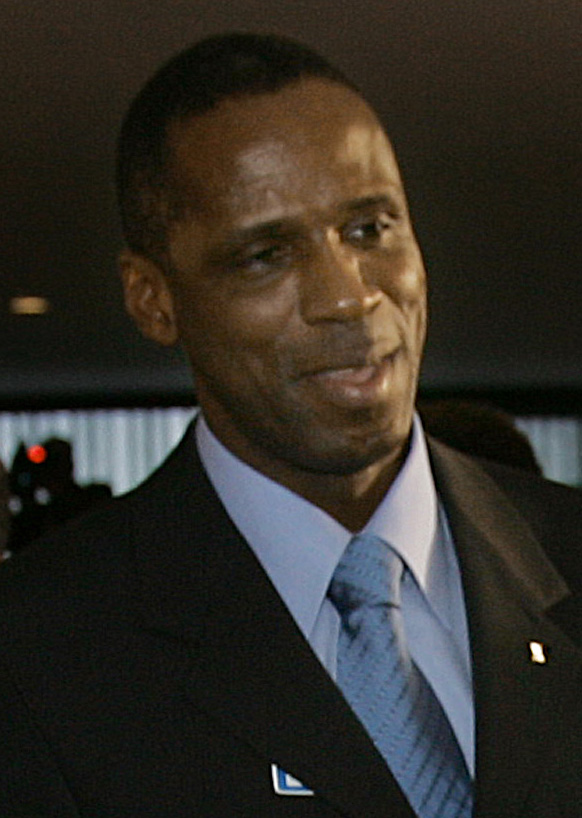
Robson da Silva (Foto: 2005) – ausgeschieden als Sechster des ersten Halbfinals
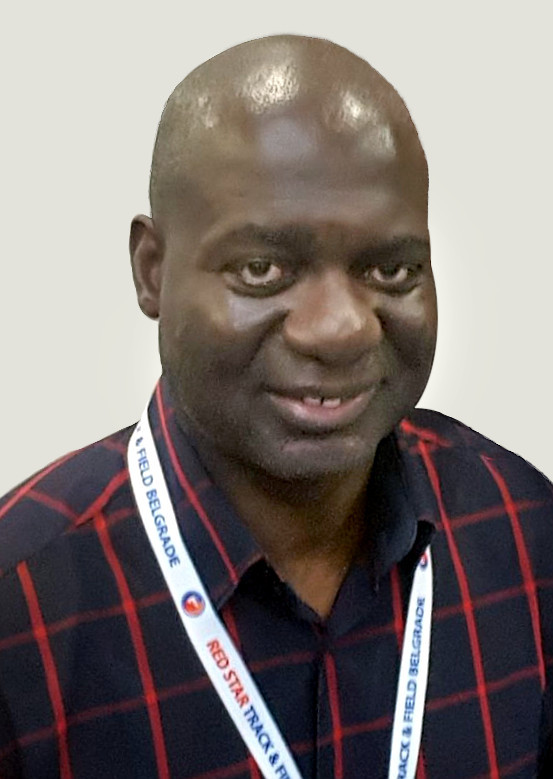
Ben Johnson (hier im Jahr 2017) – ausgeschieden als Achter des ersten Halbfinals

Wind: +0,9 m/s
| Platz | Name             | Nation         | Zeit    |
| ----- | ---------------- | -------------- | ------- |
| 1     | Mark Witherspoon | USA            | 10,19 s |
| 2     | Robson da Silva  | Brasilien      | 10,29 s |
| 3     | Talal Mansour    | Katar          | 10,32 s |
| 4     | Max Morinière    | Frankreich     | 10,34 s |
| 5     | Marcus Adam      | Großbritannien | 10,35 s |
| 6     | Pawel Galkin     | EUN            | 10,37 s |
| 7     | Eric Akogyiram   | Ghana          | 10,68 s |
| 8     | Atlee Mahorn     | Kanada         | 10,77 s |

### Lauf 2
Wind: −0,5 m/s
| Platz | Name             | Nation  | Zeit    |
| ----- | ---------------- | ------- | ------- |
| 1     | Frank Fredericks | Namibia | 10,13 s |
| 2     | Bruny Surin      | Kanada  | 10,24 s |
| 3     | Witali Sawin     | EUN     | 10,33 s |
| 4     | Davidson Ezinwa  | Nigeria | 10,38 s |
| 5     | John Myles-Mills | Ghana   | 10,41 s |
| 6     | Stefan Burkart   | Schweiz | 10,57 s |
| 7     | Samuel Nchinda   | Kamerun | 10,58 s |
| 8     | Patrick Stevens  | Belgien | 10,69 s |

### Lauf 3
Wind: −1,7 m/s
| Platz | Name              | Nation     | Zeit    |
| ----- | ----------------- | ---------- | ------- |
| 1     | Dennis Mitchell   | USA        | 10,22 s |
| 2     | Olapade Adeniken  | Nigeria    | 10,22 s |
| 3     | Emmanuel Tuffour  | Ghana      | 10,31 s |
| 4     | Raymond Stewart   | Jamaika    | 10,36 s |
| 5     | Satoru Inoue      | Japan      | 10,50 s |
| 6     | Daniel Cojocaru   | Rumänien   | 10,57 s |
| 7     | Daniel Sangouma   | Frankreich | 10,64 s |
| 8     | Giannis Zisimidis | Zypern     | 10,65 s |

### Lauf 4
Wind: ±0,0 m/s
| Platz | Name                  | Nation         | Zeit    |
| ----- | --------------------- | -------------- | ------- |
| 1     | Linford Christie      | Großbritannien | 10,07 s |
| 2     | Leroy Burrell         | USA            | 10,08 s |
| 3     | Chidi Imoh            | Nigeria        | 10,21 s |
| 4     | Ben Johnson           | Kanada         | 10,30 s |
| 5     | Sanusi Turay          | Sierra Leone   | 10,40 s |
| 6     | Arnaldo da Silva      | Brasilien      | 10,47 s |
| 7     | Shinji Aoto           | Japan          | 10,53 s |
| 8     | Jean-Olivier Zirignon | Elfenbeinküste | 10,54 s |

## Halbfinale
Datum: 1. August 1992, 18:35 Uhr
Wie im Viertelfinale kamen auch hier die jeweils ersten vier Läufer in die nächste Runde, das Finale (hellblau unterlegt).

### Lauf 1
- Robson da Silva (Foto: 2005) – ausgeschieden
als Sechster des ersten Halbfinals
- Ben Johnson (hier im Jahr 2017) – ausgeschieden als Achter des ersten Halbfinals

Wind: −1,3 m/s
| Platz | Name             | Nation         | Zeit    |
| ----- | ---------------- | -------------- | ------- |
| 1     | Leroy Burrell    | USA            | 9,97 s  |
| 2     | Linford Christie | Großbritannien | 10,00 s |
| 3     | Dennis Mitchell  | USA            | 10,10 s |
| 4     | Davidson Ezinwa  | Nigeria        | 10,23 s |
| 5     | Chidi Imoh       | Nigeria        | 10,30 s |
| 6     | Robson da Silva  | Brasilien      | 10,32 s |
| 7     | Witali Sawin     | EUN            | 10,33 s |
| 8     | Ben Johnson      | Kanada         | 10,70 s |

### Lauf 2

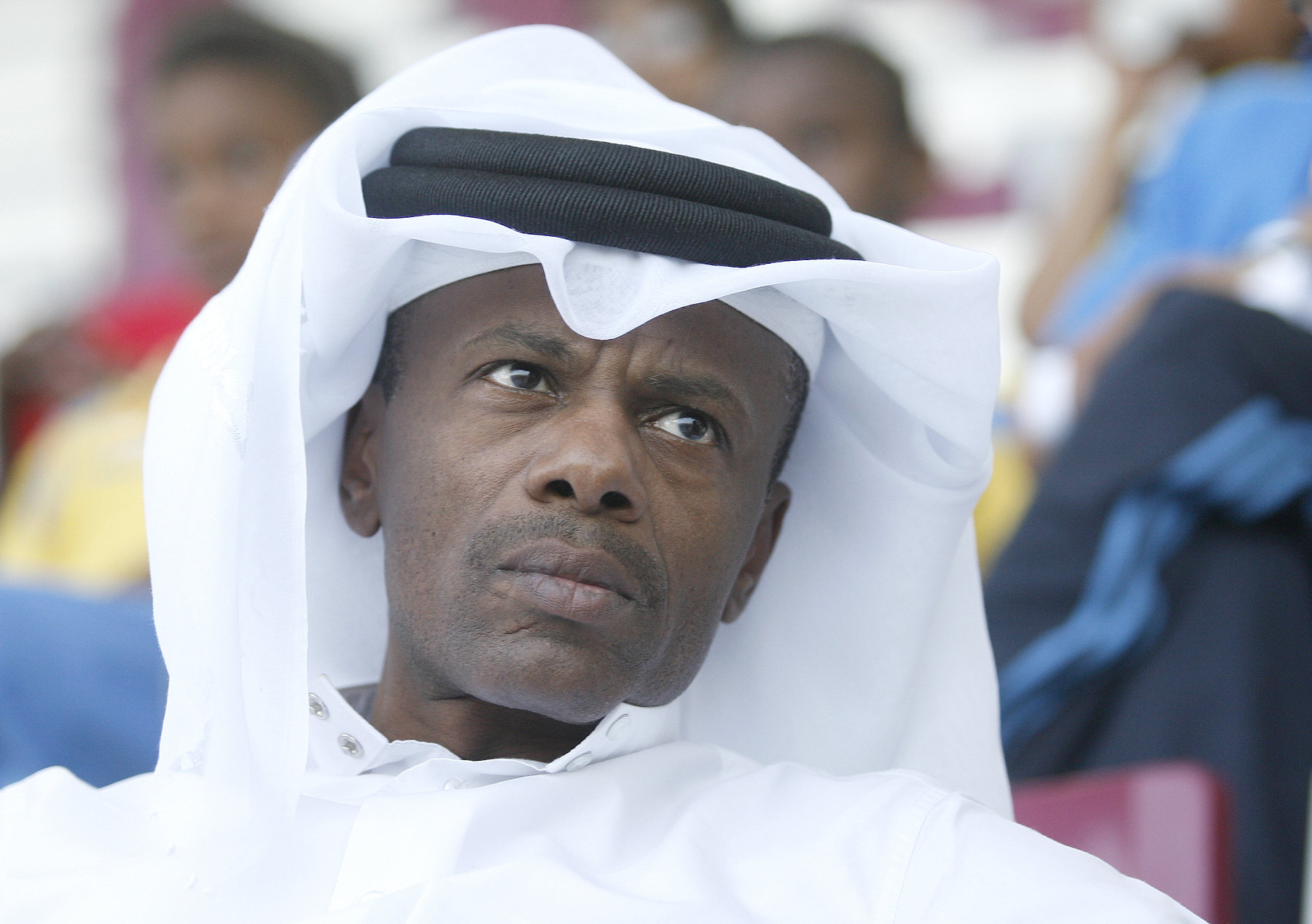
Talal Mansour (hier auf einer Aufnahme im Jahre 2011) – ausgeschieden dort als Fünfter seines Halbfinalrennens

Wind: −1,2 m/s
| Platz | Name             | Nation     | Zeit    |
| ----- | ---------------- | ---------- | ------- |
| 1     | Frank Fredericks | Namibia    | 10,17 s |
| 2     | Bruny Surin      | Kanada     | 10,21 s |
| 3     | Olapade Adeniken | Nigeria    | 10,28 s |
| 4     | Raymond Stewart  | Jamaika    | 10,33 s |
| 5     | Talal Mansour    | Katar      | 10,34 s |
| 6     | Emmanuel Tuffour | Ghana      | 10,34 s |
| 7     | Max Morinière    | Frankreich | 10,42 s |
| DNF   | Mark Witherspoon | USA        |         |

## Finale
Datum: 1. August 1992, 20:00 Uhr
Wind: +0,5 m/s
| Platz | Name             | Nation         | Zeit    |
| ----- | ---------------- | -------------- | ------- |
| 1     | Linford Christie | Großbritannien | 9,96 s  |
| 2     | Frank Fredericks | Namibia        | 10,02 s |
| 3     | Dennis Mitchell  | USA            | 10,04 s |
| 4     | Bruny Surin      | Kanada         | 10,09 s |
| 5     | Leroy Burrell    | USA            | 10,10 s |
| 6     | Olapade Adeniken | Nigeria        | 10,12 s |
| 7     | Raymond Stewart  | Jamaika        | 10,22 s |
| 8     | Davidson Ezinwa  | Nigeria        | 10,26 s |

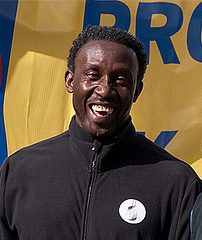
Olympiasieger Linford Christie
im Jahr 2009

Für das Finale hatten sich je zwei US-Amerikaner und Nigerianer je ein Starter aus Jamaika, Kanada, Namibia und Großbritannien qualifiziert.
Carl Lewis, der US-amerikanische Olympiasieger von 1984 und 1988, war nicht dabei. Wegen einer Virusinfektion war Lewis bei den US-Olympiaausscheidungen nur im Weitsprung angetreten. Der eigentliche Favorit war Lewis’ Landsmann Leroy Burrell, der die Weltrangliste 1990 und 1991 angeführt hatte. Weitere Medaillenkandidaten waren der Brite Linford Christie, Burrells Landsmann Dennis Mitchell und Frank Fredericks aus Namibia.
Ben Johnson, der kanadische Dopingsünder, der seinen Olympiasieg 1988 wegen erwiesenen Dopings an Carl Lewis verloren hatte, war wieder zurück. Doch er schaffte es nur bis ins Halbfinale, in dem er als Letzter seines Laufes ausschied.
Das Finale begann mit einem Fehlstart, den Burrell verursachte. Der zweite Startversuch wurde von Dennis Mitchell abgebrochen, der sich in seinen Startvorbereitungen gestört fühlte. Beim dritten Mal klappte es. Burrell, wohl verunsichert durch seinen Fehlstart, kam nicht in Tritt und hatte mit dem Rennausgang nichts zu tun. Christie, mit 32 Jahren der mit Abstand älteste Finalist, gewann das Rennen vor Frank Fredericks aus Namibia und Dennis Mitchell. Der Kanadier Bruny Surin wurde Vierter, Leroy Burrell Fünfter vor dem Nigerianer Olapade Adeniken. Auf Platz sieben kam der Jamaikaner Raymond Stewart ins Ziel, als Letzter folgte der zweite Nigerianer Davidson Ezinwa.
Frank Fredericks gewann die erste olympische Medaille für Namibia.

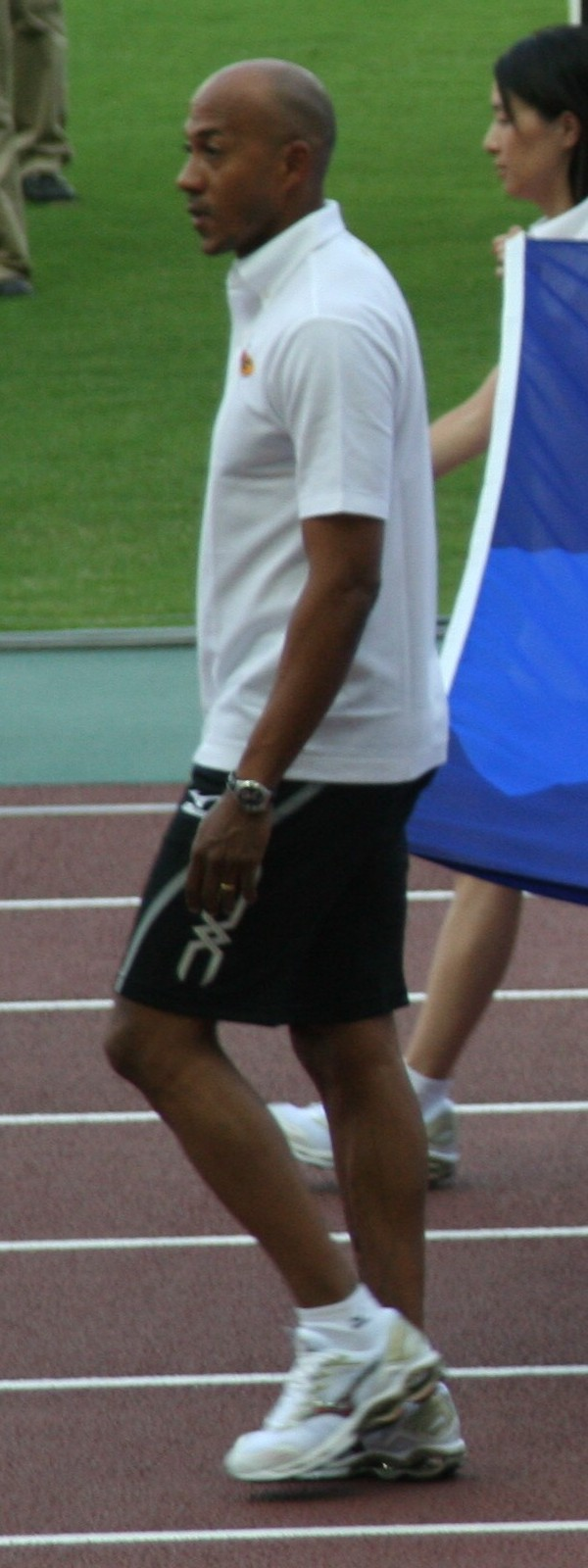
Silbermedaillengewinner Frank Fredericks (Foto: 2007)
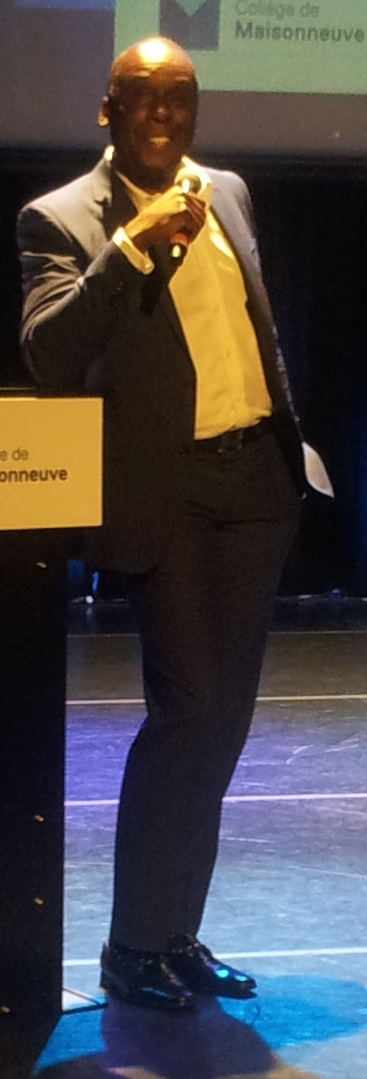
Bruny Surin (hier im Jahr 2019) belegte Rang vier und verpasste Bronze um fünf Hundertstelsekunden
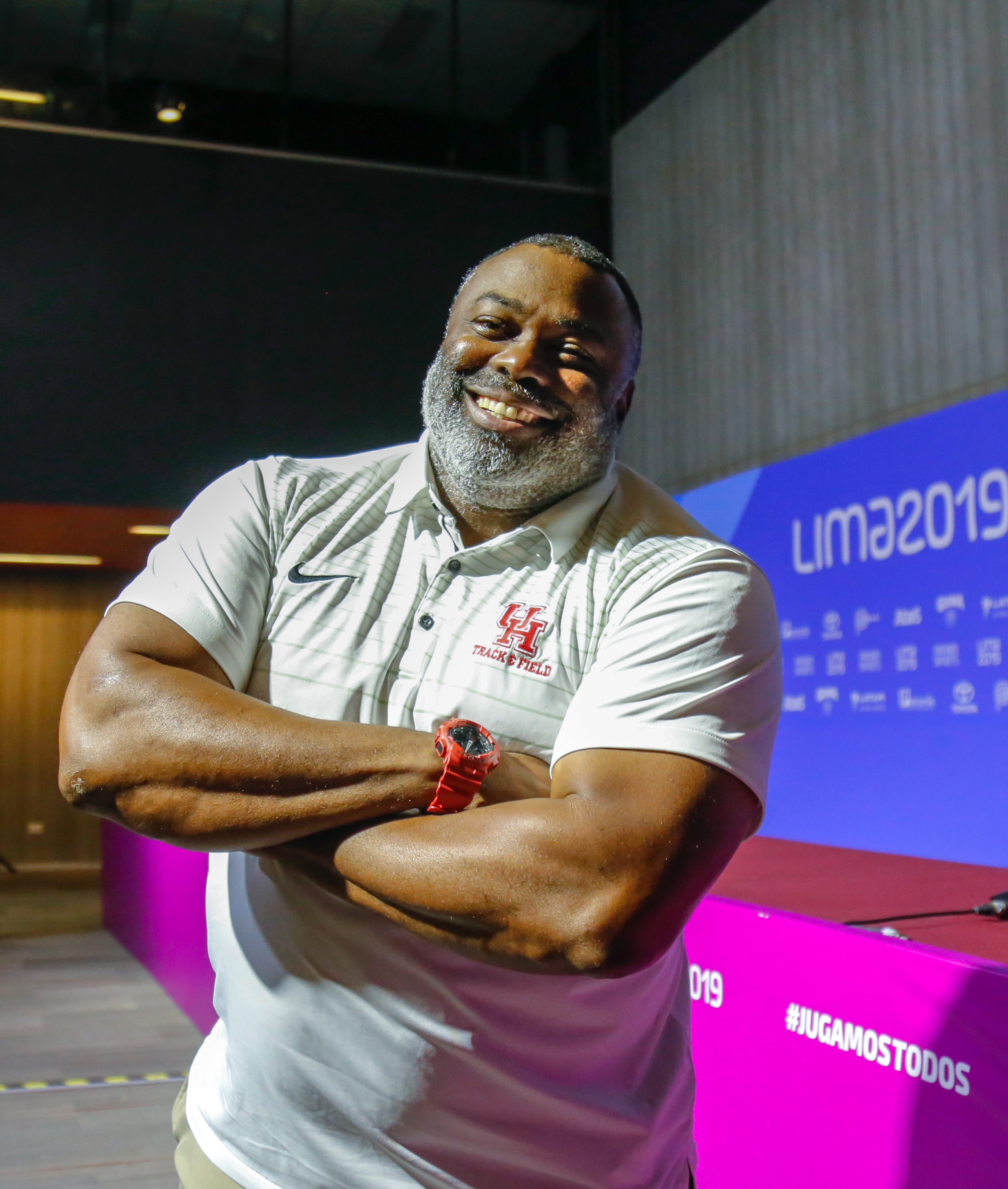
Der Weltranglistenerste von 1990 und 1991 Leroy Burrell (Foto: 2019) erreichte eine Hundertstelsekunde hinter Surin Platz fünf

## Videolinks
- Linford Christie wins 100m Gold - Barcelona 1992 Olympics, youtube.com, abgerufen am 13. Dezember 2021
- Men's 100m final at the Barcelona 1992 Olympics, youtube.com, abgerufen am 13. Dezember 2021